# Психо 2
«Пси́хо 2» (англ. Psycho II) — американский художественный фильм в жанре психологического триллера, поставленный в 1983 году режиссёром Ричардом Франклином как продолжение фильма «Психо» (1960), второй фильм одноимённой франшизы. 

## Сюжет
Спустя двадцать два года после серии убийств Норман Бейтс признан психически здоровым и освобождён из психиатрической больницы, несмотря на протесты сестры Мэрион Крэйн, Лилы. Вопреки совету доктора Билла Рэймонда Норман переезжает в свой старый дом за мотелем Бейтса и начинает работать в соседней закусочной. Молодую официантку Мэри выгоняют из дома её парня, и Норман предлагает ей остаться у него дома. Позже он обнаруживает, что новый менеджер мотеля Уоррен Туми торгует наркотиками, и увольняет его.
Ассимиляция Нормана в общество, кажется, идет хорошо, пока он не начинает получать загадочные телефонные звонки и записки от «Матери», куда бы он ни пошёл. Пьяный Туми позже затевает драку с Норманом, который подозревает его в том, что это он оставлял сообщения. Вскоре после этого фигура в чёрном платье убивает Туми.
Однажды ночью, услышав голоса в доме, Норман входит в спальню своей матери и обнаруживает, что она точно такая, какой была двадцать два года назад. Звук заманивает его на чердак, где он оказывается заперт. Позже перед двумя соседскими подростками появляется женская фигура и убивает одного. Однако второй убегает. На чердаке Мэри находит Нормана, который показывает ей спальню своей матери, но обнаруживает, что она снова не используется. Позже шериф расспрашивает их об убийстве мальчика. Мэри утверждает, что в это время они вместе гуляли. Норман опасается, что он мог убить мальчика, поскольку Мэри сказала ему, что чердак был не заперт, когда она нашла его.
В тот вечер Мэри встречается со своей матерью Лилой. На самом деле эти двое делали телефонные звонки и делали записи, даже позировали у окна в костюме матери Нормана. Мэри переделала спальню его матери и заперла Нормана на чердаке, чтобы она могла переделать ее обратно. Все это было попыткой снова свести его с ума и добиться повторного заключения. Однако растущая дружба Мэри с Норманом убедила ее, что он больше не способен убивать. Она подозревает, что в доме находится кто-то еще, указывая на то, что Норман был заперт на чердаке в момент смерти мальчика.
Доктор Рэймонд обнаруживает, что Мэри — дочь Лилы, и подозревает, что именно эти две женщины преследуют Нормана. Норман не верит в это, говоря, что за всем стоит его «настоящая мать», несмотря на то, что нет никаких записей о его усыновлении. Норман противостоит Мэри, которая говорит, что она отказалась от своей роли в уловке Лилы. Лила, однако, не собирается останавливаться.
Пока Лила достает из подвала свой костюм «Матери», темная фигура убивает ее. Тем временем полиция находит тело Туми. Мэри бежит в дом, чтобы попытаться убедить Нормана бежать. Он отвечает на звонок и начинает говорить с «Матерью». Мэри слушает; с ним никто не на линии. Пока Норман спорит с «Матерью» о ее приказе убить Мэри, она бежит в подвал и переодевается Матерью, пытаясь заставить Нормана «повесить трубку». Доктор Рэймонд хватает ее сзади, думая, что поймал ее при попытке свести Нормана с ума, и в испуге Мэри случайно вонзает нож ему в сердце.
Столкнувшись с видом «Матери», стоящей над окровавленным трупом доктора Рэймонда, рассудок Нормана наконец рушится, и он, бормоча, приближается к Мэри. Возвращаясь в фруктовый погреб, она натыкается на тело Лилы, похороненное в куче угля. Предполагая, что виноват Норман, Мэри поднимает нож, чтобы убить его, но ее застреливает прибывшая полиция. В свете подслушанного спора между Мэри и Лилой, попытки Мэри убить Нормана и того, что она переоделась его матерью, полиция ошибочно определила, что Мэри совершила все убийства.
Позже Эмма Спул, еще одна официантка из закусочной, навещает Нормана и сообщает ему, что она его настоящая мать. Миссис Бейтс была ее сестрой и удочерила Нормана в младенчестве, пока Эмма находилась в приюте. Эмма рассказывает, что она была настоящим убийцей, убив любого, кто пытался причинить вред ее сыну. В ответ Норман убивает ее и несет тело в комнату Матери. Он начинает говорить сам с собой ее голосом, поскольку личность «Мать» снова берет под контроль его разум.

## В ролях
- Энтони Перкинс — Норман Бэйтс
- Вера Майлз — Лайла Лумис
- Роберт Лоджиа — доктор Билл Рэймонд
- Деннис Франц — Уоррен Туми
- Мег Тилли — Мэри Лумис
- Хью Джиллин — шериф Джон Хант
- Роберт Алан Браун — Ральф Статлер
- Клаудиа Бриар — миссис Эмма Спул
- Бен Хартиган — судья
- Ли Гарлингто — Мирна
- Тим Мэйер — Джош
- Джилл Кэролл — Ким
- Крис Хэндри — офицер Пул
- Том Холланд — офицер Норрис

## Производство
В 1982 году Роберт Блох написал продолжение своего романа под названием «Психоз 2», но книга отличалась своей стилистикой — она была сатирой на жанр Голливудского слэшера. Такой подход не заинтересовал продюсеров, и они решили снимать свою версию второй части сериала.
По первоначальной задумке, фильм должен был сниматься сразу для кабельного телевидения.
Сначала Энтони Перкинс отказался от роли Нормана, но когда узнал, что есть другие претенденты (в частности, Кристофер Уокен), тут же согласился.

## Музыка
Музыку к фильму написал голливудский композитор Джерри Голдсмит. Кроме того, в картине была использована музыка из оригинального фильма 1960 года.
1. The Murder (Композитор — Бернард Херманн)
2. Main Title
3. Don’t Take Me
4. Mother’s Room
5. It’s Not Your Mother
6. New Furniture
7. The Cellar
8. Blood Bath
9. End Title